# إتش تي سي إنكردبل أس
الجوال إتش تي سي إنكردبل أس (بالإنجليزية: HTC Incredible S) (S710E) هو هاتف ذكي يعمل بنظام أندرويد تنتجه أتش تي سي.

## الخصائص
- الحجم: 64 × 120 × 11.7 ملم
- الوزن: 135.5 غ
- تقنية العرض: Super TFT LCD
- دقة العرض: 480 × 800.
- نظام التشغيل: قوقل اندرويد 4.2.4
- سرعة المعالج: 1000 ميجاهيرتز
- ذاكرة الرام: 768 ميغا بايت
- ذاكرة الروم: 1127 ميغا
- الكاميرا: 8 ميجابكسل ويحتوي على ش ديود ضوئي ودقة الكاميرا الامامية 1.3 ميقابكسل ودقة تصوير الفيديو HD
- الذاكرة: 1.1 جيجابايت.
- مواصفات أخرى: واي فاي Wi-Fi 802.11b/g/n، إصدار اليو إس بي microUSB، يحتوي على بلوتوث الإصدار 3.0